# 小行星2868
小行星2868（2868 Upupa）是一颗围绕太阳公转的小行星。1972年10月30日，保羅·維爾特在齐美尔瓦尔德发现了此天体。
該小行星以戴勝屬命名。
这颗小行星的绝对星等为261.0233034009805等。